# Célestin III
Pour les articles homonymes, voir Célestin.
Célestin III, connu d'abord sous le nom de cardinal Hyacinthe, né Giacinto di Pietro di Bobone à Rome vers 1105 et mort le 8 ou le 10 janvier 1198, est le 175e pape de l’Église catholique.
Fils de Pietro Orsini et Donna Scorgi, il appartient à la célèbre famille Orsini.

## Biographie
Intronisé le 14 avril 1191 et pape jusqu'à sa mort le 8 janvier 1198, Célestin III sacra l'empereur Henri VI avec l'impératrice Constance, ce qui ne l'empêcha pas d'excommunier ce prince en 1194 parce qu'il retenait prisonnier Richard Cœur de Lion au retour de la troisième croisade. Le pape manifesta son soutien à la croisade d'Henri VI (1197-1198), dite « croisade germanique ».
Il condamna le divorce de Philippe-Auguste, donna la Sicile à Frédéric II, fils d'Henri, à condition qu'il payât tribut au Saint-Siège, fit prêcher des croisades, et approuva la création de l'ordre Teutonique dont le rôle le plus important était de défendre les pèlerins en Terre Sainte.
Il reste de lui 17 lettres dans les Epistolae Romanorum Pontificum de Pierre Coustant.
Il fut enterré à Rome à la basilique Saint-Jean-de-Latran.

## Bulles
- 1194 : adressée à Seguin, abbé de l'abbaye Sainte-Croix de Bordeaux[2].